# Big tent
ビッグテントパーティー（big tent party）またはキャッチオールパーティー（catch-all party）は、幅広い信念をカバーするメンバーを持つ政党を指すために使用される政治用語。
これは、確固たるイデオロギーを擁護し、そのイデオロギーに固執する有権者を求め、人々を説得しようとする他の種類の政党とは対照的である。